# Lockheed XF-90
Lockheed XF-90 – amerykański, prototypowy myśliwiec dalekiego zasięgu, przeznaczony do tzw. lotów penetracyjnych, daleko w głąb terytorium nieprzyjaciela oraz do towarzyszenia jako eskorta samolotom bombowym, wybudowany przez firmę Lockheed.

## Historia
XF-90 został wybudowany na zlecenie US Air Force jako myśliwiec dalekiego zasięgu do eskortowania bombowców. Obok Lockheeda również firma McDonnel rozpoczęła pracę nad samolotem spełniającym wymagania sił powietrznych, ich rezultatem był McDonnell XF-88 Voodoo, późniejszy McDonnell F-101 Voodoo oraz North American Aviation ze swoim North American YF-93. Firma wybudowała dwa prototypy, pierwszy z nich do swojego pierwszego lotu wystartował 4 czerwca 1949 roku. Ich osiągi jednak zostały uznane za niezadowalające, zwłaszcza za mały ciąg zespołu napędowego i XF-90 nigdy nie trafił do seryjnej produkcji. Pierwszy z prototypów na potrzeby testów został zniszczony w 1953 roku, drugi natomiast przetrwał do czasów obecnych i od roku 2003 znajduje się w National Museum of the United States Air Force w Ohio.

## Konstrukcja
XF-90 był jednomiejscowym, całkowicie metalowym, wolnonośnym dolnopłatem. Stalowy, skośny płat (35°) o obrysie trapezowym i profilu NACA 65-009 przeznaczonym do osiągania dużych prędkości. Wyposażony w lotki, sloty na krawędzi natarcia oraz dwuszczelinowe klapy na krawędzi spływu. Kadłub o konstrukcji półskorupowej, poszerzony z tłu w celu zmieszczenia dwóch silników położonych obok siebie. Usterzenie klasyczne (stateczniki i stery), skośne, skos usterzenia poziomego był większy niż płata głównego i wynosił 45°. Usterzenie poziome zamontowane było na stałe do statecznika pionowego w 1/3 jego wysokości. Podwozie trójzespołowe, przednie, jednokołowe chowane do wnęki kadłuba, główne, również jednokołowe, koła chowane do wnęk w kadłubie, golenie w skrzydła. Układ napędowy składał się z dwóch silników turboodrzutowych Westinghouse J34-WE-15 z krótkimi dopalaczami. Powietrze do silników dostawał się dwoma tunelami, których wloty umieszczone były po obu stronach kadłuba na wysokości kabiny pilota. Wloty zaopatrzone były w odsysacze warstwy przyściennej powietrza. Wyloty strumieni gazów z silników rozdzielone były przegrodą w celu uniknięcia wzajemnych interferencji. Paliwo znajdowało się w zbiorniku kadłubowym oraz dwóch mniejszych zbiornikach umieszczonych na końcówkach skrzydeł. Cała tylna część samolotu była odejmowana w celu ułatwienia dostępu do silników.

## Uzbrojenie
W wersji produkowanej seryjnie przewidywano, że stałe uzbrojenie strzeleckie składać się będzie z 6 karabinów 12,7 mm lub 4 działek 20 mm.